# Telèfons mòbils intel·ligents amb càmera retràctil
Les innovacions tecnològiques dels smartphones els últims anys, van crear una nova tendència pel que fa a les càmeres dels telèfons mòbils. Aquests nous models, que van aparèixer per primer cop l'any 2018, tenen una càmera que queda oculta quan no se'n fa ús, o una càmera retràctil.
Aquesta tendència és molt fort dins la indústria asiàtica, i els primers models provenen d'empreses com Xiaomi o Lenovo.

## Primers prototips
Vivo APEX és la companyia que va presentar el primer prototip de smartphone amb càmera retràctil. Ho va fer al durant el Mobile World Congress l'any 2018, sense anunciar una data de sortida al mercat, ni un preu aproximat del dispositiu. El prototip tenia una ràtio de pantalla d'un 98%, amb un lector d'empremta digital integrat a tota la meitat inferior d'aquesta i una càmera frontal retràctil a la part superior. El fet de tenir la capacitat de poder amagar la càmera fa que no sigui necessari dedicar un espai específic de la pantalla per aquesta càmera ni pel micro el qual també queda integrat d'una altra manera. Aquesta càmera era de 8 megapíxels i li calia tan sols un temps de 0,8 segons per aparèixer. Això és important, car la reacció immediata d'aparells electrònics sense temps de latència és important per als usuaris.
Tot i que aquest va ser el primer prototip de smartphone amb càmera retractil, abans que fos presentat, l'empresa Essential d'Andy Rubin, el cofundador d'Android, va ser el primer a patentar aquest sistema el 2018. Aquest mecanisme va ser anomenat «aparell i mètode per maximitzar l'àrea de visualització d'un dispositiu mòbil».
Les primeres empreses que van comercialitzar telèfons amb aquesta caracteristica van ser Oppo i Vivo, amb els models Oppo Find X i el Vivo Nex. Presenten cadascuna dos sistemes diferents d'ocultació de la càmera. Setmanes després de la presentació d'aquests van aparèixer nous telèfons, seguint aquesta tendència que cada cop tenia més èxit en el sector, com el Xiaomi Mi Mix 3 o el de l'empresa Huawei, amb l'Honor Magic 2, o com sembla que en breus farà Lenovo.

## Sistemes d'ocultació
Actualment existeixen dos sistemes d'ocultació de la càmera frontal per aquesta mena de telèfons.
El més utilitzat és el sistema de pantalla lliscant, en el qual la càmera frontal queda oculta darrere la pròpia pantalla del mòbil i la manera d'activar-la és lliscant el cos del propi telèfon. Aquest sistema és el mateix que es va utilitzar en els primers telèfons que podien amagar el teclat, els anomenats telèfons slider. La majoria de fabricants han apostat per aquest sistema, ja que permet activar la càmera manualment i de forma immediata quan requerim el seu ús.

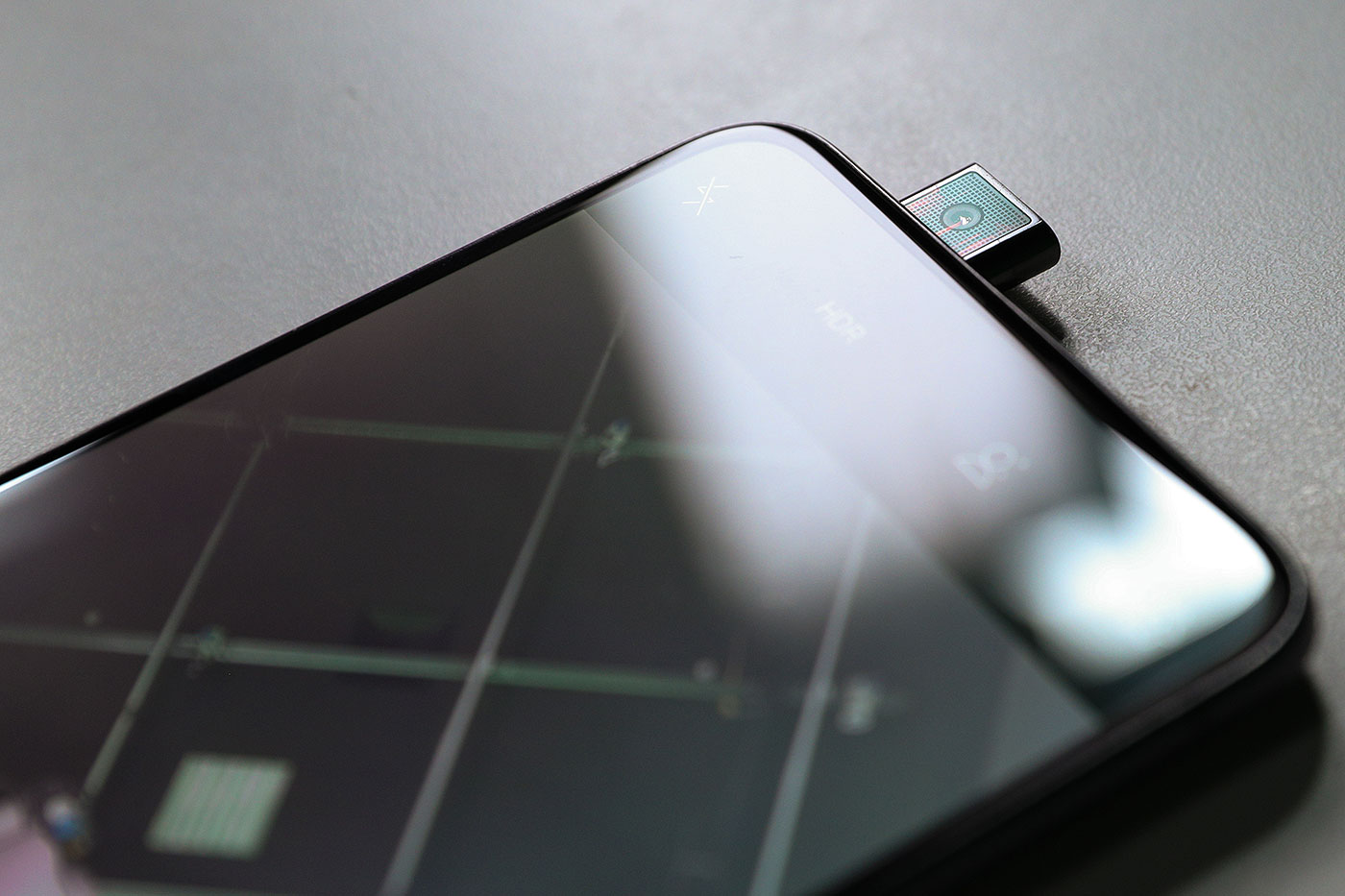
Càmera retràctil del smartphone Vivo Nex

Tot i això, el primer prototip de telèfon intel·ligent amb aquestes característiques presentat per Vivo APEX va apostar per una càmera que s'activava de manera automàtica quan es requeria. Aquests smartphones tenen un mecanisme específic dedicat a pujar i baixar la càmera, gràcies a un petit motor a l'interior del dispositiu electrònic. Aquest sistema disposa d'una molla especial per evitar que el mecanisme es faci malbé a causa d'un cop o d'una pressió excessiva sobre el mòdul on hi ha la càmera.
Aquest segon sistema va ser el menys fructífer, ja que implica afegir al telèfon un mecanisme especial dedicat a aquesta funció. El mercat ha apostat més pel sistema d'ocultació slider, ja que és més còmode i dinàmic.

## Avantatges
El principal avantatge d'aquesta innovació en el món dels telèfons intel·ligents és quelcom que cada vegada preocupa més els usuaris, la superfície cada cop més extensa de la pantalla. Fa anys que es cerca una solució definitiva que permeti crear telfèfons amb pantalla sense marc, és a dir, amb una superfície frontal total de pantalla útil. Tot i que amb els últims intents, reduint el màxim l'amplada dels marges, fins i tot eliminant-ne els laterals, o creant alternatives com el notch, com va fer l'empresa Apple amb el Iphone X, la indústria mòbil era cada cop més a prop de crear un telèfon intel·ligent amb la proporció cos-pantalla més grossa, sembla que les càmeres retràctils són la solució definitiva.